# Immeuble Clarté
L'immeuble Clarté, aussi appelé maison de verre, est un immeuble réalisé par Le Corbusier et Pierre Jeanneret, entre 1930 et 1932, à Genève en Suisse. Le site est inscrit, avec 16 autres œuvres architecturales de Le Corbusier, sur la liste du patrimoine mondial de l'UNESCO en 2016.

## Localisation
Situé aux numéros 2 et 4 de la rue Saint-Laurent, dans le quartier des Eaux-Vives, cet immeuble utilise quatre des cinq points de Le Corbusier : plan libre, structure ponctuelle, façade libre, pan de verre et toiture-terrasse.

## Histoire
Le ferronnier Edmond Wanner commande les plans aux architectes en 1928 et offre le terrain destiné à la construction. Il cherchait à promouvoir la standardisation de la construction et a fourni les éléments à assembler sur place. La façade, entièrement vitrée, possède des fenêtres coulissantes sur billes, ce qui constitue une innovation pour l'époque. La structure conçue par l'ingénieur civil Robert Maillart est faite de piliers métalliques soudés à l'arc.
Le Corbusier expérimente pour la première fois le duplex pour un immeuble locatif. Les logements de tailles diverses vont du studio au duplex de huit pièces.
Il a été habité des personnalités des milieux de la communication comme Félix Pommier  directeur de Radio Genève, du monde culturel telles les artistes Hélène Robert, Germaine de Siebenthal-Glitsch, Nathalie Lachenal, les ensembliers Gustave-Adolphe Hufschmid et Else Hamann, des proches de Le Corbusier comme le peintre et écrivain Carlos Suarès et sa famille entre 1932-1934, Robert Jeanneret le frère de Pierre Jeanneret, l'architecte Francis Quétant.

## Classement
L'immeuble a failli être rasé pour des raisons spéculatives. Les architectes Pascal Haüsermann et Bruno Camoletti acquièrent l'immeuble en 1975 pour le restaurer, ils entretiennent également les immeubles à proximité pour la préservation du site dans son entièreté. Sauvé de la démolition, il est classé monument historique le 12 novembre 1986. 
En 2003 l'État demande aux propriétaires que des travaux d'entretien soient effectués pour la bonne conservation de l'immeuble puis, en 2004, il est proposé à l'UNESCO de l'inscrire sur la liste du patrimoine mondial avec une série d'autres constructions de Le Corbusier. Les façades et espaces communs sont restaurés entre 2007 et 2009 sous la responsabilité de l'architecte Jacques-Louis de Chambrier.

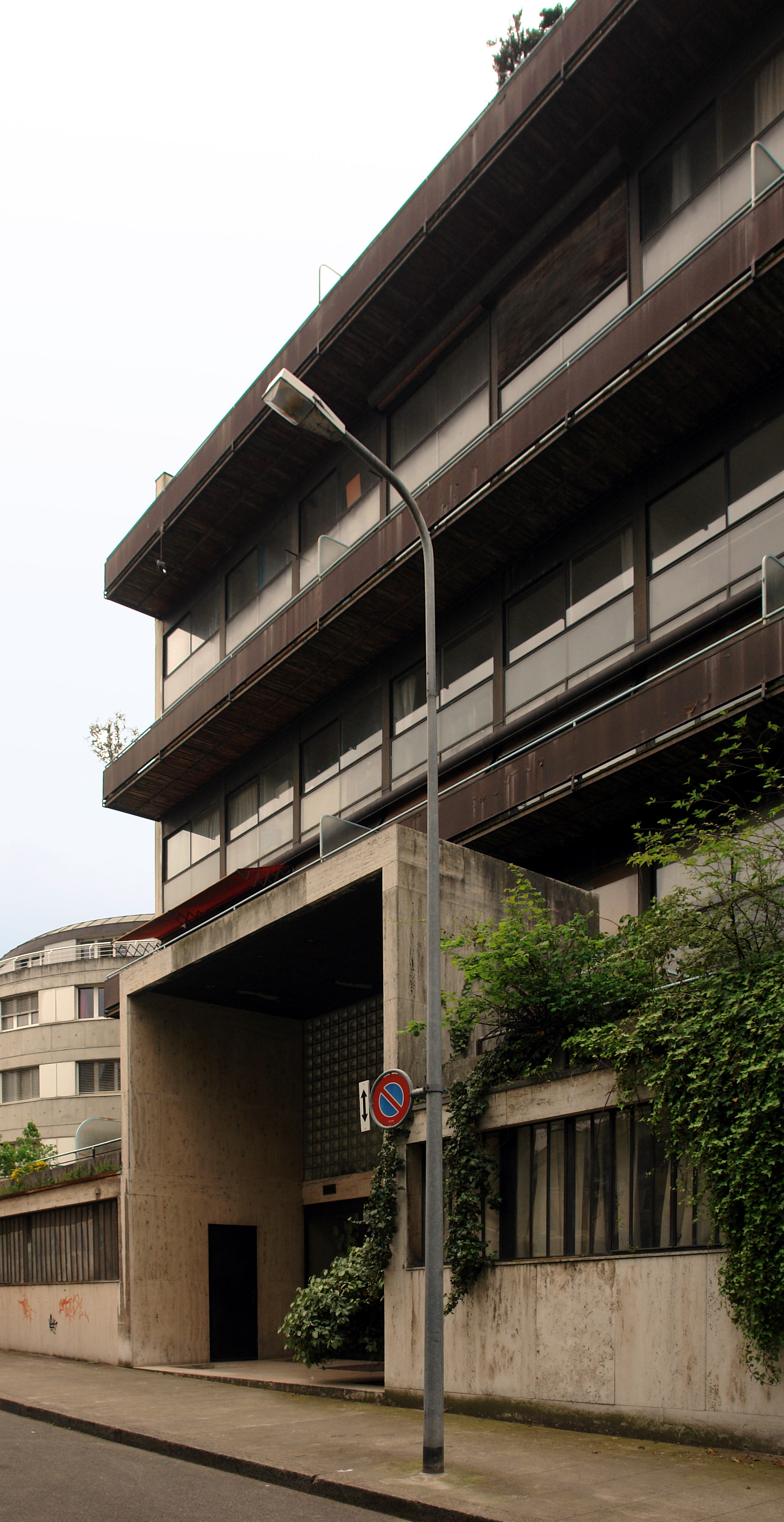
En 2008, avant restauration.
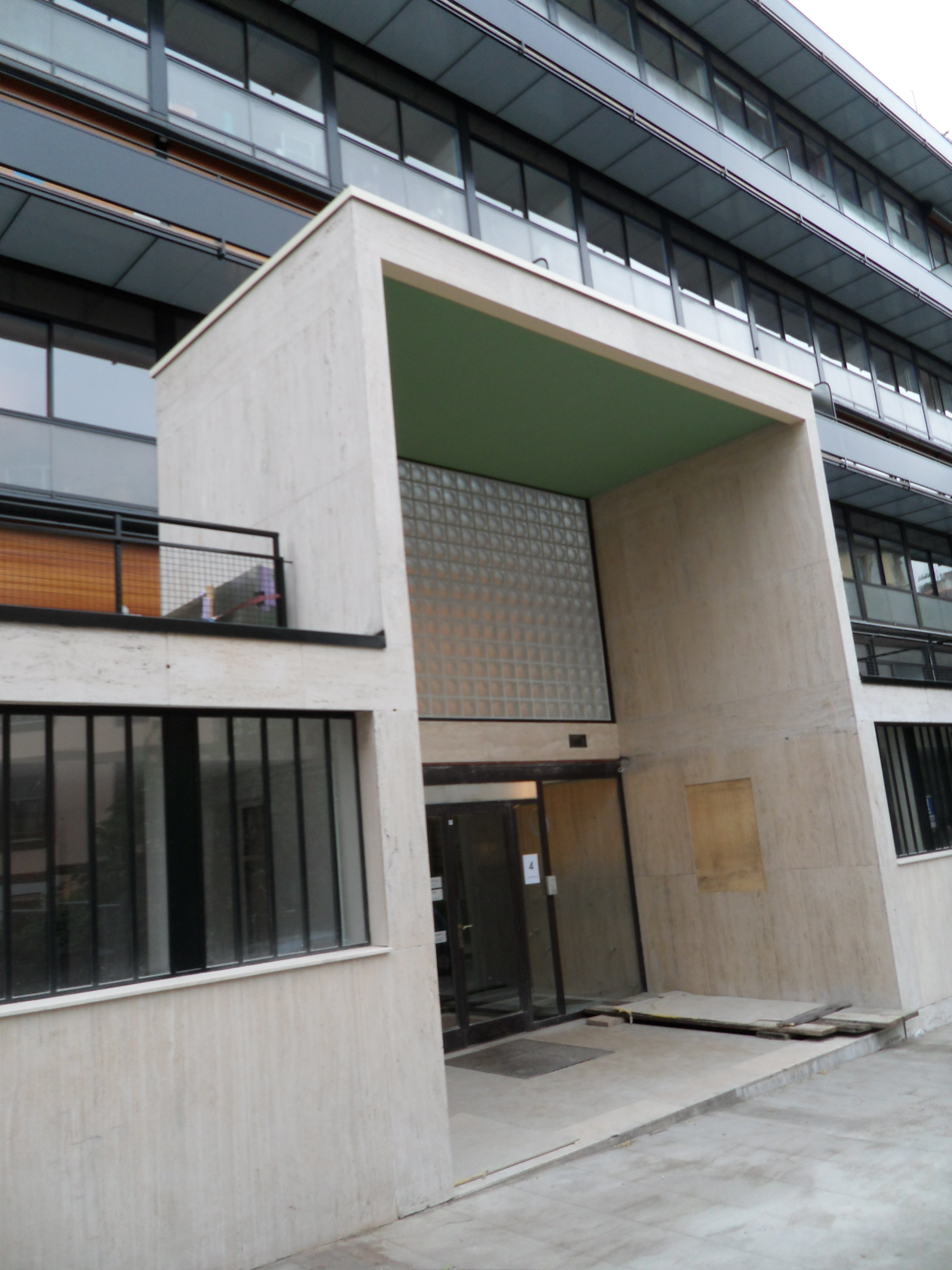
En 2010, après restauration.

La candidature de plusieurs sites construits par Le Corbusier (dont l'immeuble) au patrimoine mondial de l'UNESCO a déjà été refusée en 2009 puis en 2011 en raison d'une liste trop longue et l’absence du site de Chandigarh en Inde,. Un nouveau dossier de candidature tenant compte des différentes remarques est déposé fin janvier 2015 et proposé lors de la 40e session du Comité du patrimoine mondial qui se tient à Istambul (Turquie) du 10 au 17 juillet 2016. L'ensemble est finalement classé le 17 juillet 2016.

## Musée et visite
Suite au classement et sur demande de l'UNESCO, la ville de Genève souhaite ouvrir au rez-de-chaussée un espace muséal, et rendre accessible à la visite des appartements témoins, mais entre ainsi en conflit avec les copropriétaires de l'immeuble.

## Exposition
2024 : Clarté : une histoire en photographies, Bibliothèque de Genève, Couloir des coups d'oeil, 15 janvier - 14 septembre 2024, exposition aussi en ligne